# Ivo Hvalica
Ivo Hvalica, slovenski politik, poslanec in gradbeni tehnik, * 18. maj 1936, Kanal, † 28. avgust 2022, Solkan.

## Življenjepis
Odraščal je v Kanalu, v družini kavarnarja. Po svojem pripovedovanju je vero v Jugoslavijo izgubil kot deček leta 1948, ko dveh njegovih tet, ki sta živeli onstran italijanske meje, jugoslovanski obmejni stražarji niso spustili čez mejo na pogreb njegove babice. Po poklicu je bil gradbenik: v 80. letih je nadzoroval gradnjo mejnih prehodov Vrtojba in Fernetiči.
Leta 1989 se je včlanil v Socialdemokratsko zvezo Slovenije (SZDS), ki se je kasneje preimenovala v Socialdemokratsko stranko Slovenije (SDSS), današnjo Slovensko demokratsko stranko (SDS). Postal je član strankinega predsedstva.
Leta 1992 je postal poslanec v prvem sklicu slovenskega državnega zbora (1992-1996). Nadomestil je Janeza Janšo, ki je postal minister za obrambo. Poslanec je bil tudi v drugem sklicu (1996-2000).
Poznan je bil kot neumoren govornik. Ob obstrukciji zakona o privatizaciji igralnic leta 1995 je govoril več kot štiri ure. To je najdaljši govor v zgodovini slovenskega parlamenta. Rekord po trenutnem poslovniku državnega zbora ne more biti presežen, saj je trajanje poslanskih razprav omejeno na tri minute. 
Leta 1998 je Hvalico poslanec Liberalne demokratske stranke Jelko Kacin udaril s časopisom, kar je doslej edini fizični obračun znotraj slovenskega parlamenta. Povod je bila oznaka "ograjevarstvenik", ki jo je za Kacina uporabil Hvalica. Kacina je namreč obtoževal, da si je po osamosvojitvi prisvojil ograjo okoli bežigrajske vojašnice.
Hvalica je po dveh poslanskih mandatih zaradi spora z Janezom Janšo izstopil iz SDSS (današnje SDS). 23. maja 2001 se je upokojil in umaknil iz politike. Kot upokojenec je večkrat komentiral aktualno politiko in pogosto izjavil, da se z Janšo nista strinjala glede načina vodenja stranke, ter Janšo označil za avtokrata.
Umrl je 28. avgusta 2022.

## Funkcije
V prvem mandatu je bil član naslednjih delovnih teles:
- Komisija za lokalno samoupravo,
- Komisija za spremljanje in nadzor lastninskega preoblikovanja družbene lastnine,
- Komisija za evropske zadeve,
- Odbor za nadzor proračuna in drugih javnih financ,
- Odbor za mednarodne odnose,
- Odbor za obrambo,
- Odbor za finance in kreditno-monetarno politiko
- Preiskovalna komisija za parlamentarno preiskavo o sumu zlorabe javnih pooblastil v poslovanju podjetij HIT d.o.o., Nova Gorica, Elan, Slovenske železarne, banke, ki so v sanacijskem postopku, dodelite koncesij za uvoz sladkorja tudi za potrebe državnih rezerv.